# Línguas biu-mandara
As línguas biu-mandara são uma família de línguas que inclui 79 idiomas e dialectos (segundo uma estimativa do SIL) faladas na África e Ásia Ocidental. Fazem parte das línguas tchádicas. 